# Шези на Марни
Шези на Марни (фр. Chézy-sur-Marne) насеље је и општина у североисточној Француској у региону Пикардија, у департману Ен (Пикардија) која припада префектури Шато Тјери.
По подацима из 2011. године у општини је живело 1320 становника, а густина насељености је износила 58,85 становника/km². Општина се простире на површини од 22,43 km². Налази се на средњој надморској висини од 64 метара (максималној 220 m, а минималној 57 m).

## Демографија
| 1962. | 1968. | 1975. | 1982. | 1990. | 1999. | 2011. |
| ----- | ----- | ----- | ----- | ----- | ----- | ----- |
| 948   | 1.013 | 1.113 | 1.262 | 1.257 | 1.323 | 1.320 |

График промене броја становника у току последњих година